# 臺南市市民卡
臺南市市民卡是台灣臺南市境內發行的一種以智慧卡為載體，達到多卡合一、一卡多用的市民卡，由臺南市政府民政局主導，於2015年4月1日發行 。設籍在臺南市的市民或是在市立學校就讀的學生為臺南市市民卡的發放對象，採申請記名發行。市民卡基礎載具為一卡通系統（於一卡通現有功能上做擴充及改良），具備小額電子錢包的功能，可於台灣的公共運輸系統（含公共自行車租借）、特約商店及本市各公共機關、市府管轄之名勝古跡等地使用，除了一般的小額消費外另外還可以至公共機關繳納規費、停車費繳交、至市立圖書館作為借書證、學校的學生卡以及紅利積點、門禁卡等多項功能，未來預計會再增加健康資料管理功能。

## 申請地點
- 一般卡（設籍臺南市且未符合寶貝卡、學生卡及社福卡資格之市民）
  - 本人攜帶身分證正本、2吋半身正面脫帽彩色照片1張(可不附照片)、新臺幣100元，至區公所申辦，可現場領卡。[4]
  - 使用自然人憑證及讀卡機，於市民卡線上申辦網站申請後，至超商繳費完（製卡費100元+掛號費用28元+手續費10元），卡片即會郵寄至申請時填寫地址。[5]
- 學生卡（臺南市轄內高級中等以下學校(含國立大學附設國民中學及國民小學)之學生）[4]
  - 由校方提供學生註冊資料予一卡通公司合作卡廠進行製卡，第一次申請免費，補換領申請費用100元。
- 寶貝卡（設籍臺南市出生至入學前之新生兒/兒童）[4]
  - 初次申請請至寶貝申辦出生登記之戶政事務所；第2次以上申請得於臺南市任一戶政事務所辦理。
  - 申辦時需攜帶戶口名簿正本、監護人(申請人)國民身分證正本、監護人(申請人)印章(簽名) 、新生兒/兒童彩色照片(可選擇電子檔照片或不附照片)。
  - 未滿1足歲之新生兒初次申請辦卡免費， 非屬前述新生兒範圍且為小學入學前之幼(兒)童，其初次申請收取100元製卡費，遺失補發或不當使用致卡片毀損，第2次以上申請者，收取100元製卡費。
- 社福卡（分為敬老卡、愛心卡、愛心陪伴卡3種。）
  - 初次申請免費，第二次以上申請需新臺幣100元製卡費。
  - 敬老卡：設籍本市年滿65歲以上之市民或年滿55歲以上原住民，攜帶身分證正本(年滿55歲以上原住民尚需檢附戶口名簿或戶籍謄本)、1年內2吋正面、半身脫帽彩色照片1張(需可清楚辨識為持卡者本人)，或現場由公所直接拍攝，代辦需以上資料及代辦人身分證正本、委託書。
  - 愛心卡／愛心陪伴卡：設籍本市，持有身心障礙證明(手冊)之市民，攜帶身分證正本及正反面影本1份、1年內2吋正面、半身脫帽彩色照片1張(需可清楚辨識為身障者本人) 、身心障礙證明(手冊)正本及正反面影本1份。  (愛心陪伴卡：設籍本市領有身心障礙證明，且證明背面註記有「必要陪伴者優惠措施-國內大眾運輸工具」者。)

- 行動市民卡（卡種為一般卡）
  - 需持有有效的臺南市市民卡一般卡。
  - 申請須為中華電信4G月租型用戶並至中華電信門市更換NFC-SIM卡，且持有支援NFC功能的Android手機。
  - 自Play Store下載Hami Pay後，於卡片頁面中選擇新增卡片，並加入臺南市市民卡，填寫完申請資料，下載卡片後將台南市市民卡設為預設卡後，即可持手機感應使用。
- 認同卡請向學校、公司詢問。

## 卡片種類
| 類型              | 卡片圖樣               | 申請條件                                                                                         | 申請費用                                                                             | 備註                                                             |
| ----------------- | ---------------------- | ------------------------------------------------------------------------------------------------ | ------------------------------------------------------------------------------------ | ---------------------------------------------------------------- |
| 寶貝卡            | 市鳥-水雉              | 設籍臺南市出生至入學前之新生兒/兒童。                                                            | 自104年1月1日以後始出生(含1月1日當日)且出生未滿1足歲之新生兒初次申請由市府免費贈予。 | 前往本市各戶籍所地之戶政事務所辦理 。                            |
| 一般卡            | 中西區-林百貨          | 年滿7歲至65歲，戶籍在臺南市的一般市民                                                            | 新台幣100元                                                                          | 自106年9月起，現場申辦可當場領卡。                               |
| 學生卡            | 中西區-臺南孔子廟      | 就讀臺南市內之高級中學、國民中學、國民小學在學學生                                               | 免費                                                                                 | 由學校為單位統一申辦                                             |
| 社福卡-敬老卡     | 左鎮區-二寮里雲海      | 戶籍在臺南市，且65歲以上之市民                                                                   | 免費                                                                                 | 可免費搭乘市區公車、至本市公立景點享半票或免費優惠               |
| 社福卡-愛心卡     | 左鎮區-二寮里雲海      | 戶籍在臺南市，且領有身心障礙手冊或證明之市民                                                     | 免費                                                                                 | 可免費搭乘市區公車、至本市公立景點享半票或免費優惠               |
| 社福卡-愛心陪伴卡 | 左鎮區-二寮里雲海      | 身心障礙證明之背面註記有「必要陪伴者優惠措施-國內大眾運輸工具」且領有本市愛心卡之親屬            | 免費                                                                                 | 與愛心卡前後一同刷卡可享搭乘市區公車及至本市公立景點門票優惠     |
| 認同卡            | 廠商或學校自行設計圖樣 | 非設籍於臺南市但所在地設立登記於臺南市之大專院校學生、各機關、學校之所屬員工、公司(行號)所屬員工 | 新台幣100元                                                                          | 由學校、各機關、公司(行號)為單位統一向臺南市政府申請、印製及發行 |

## 繳納規費
目前臺南市各區公所及戶政事務所、地政局及地政事務所、工務局、教育局南瀛科學教育館、衛生局醫事科、衛生局食藥科、交通局秘書室、交通局停車管理科、交通局營運管理科、交通局永康區公所公運處、交通局交通事件裁決中心(臺南站、新營站、麻豆站)、交通局車輛行車事故鑑定委員會、都發局、稅務局(總局、安南、新營、新化、佳里分局)、農業局動物防疫保護處、經發局工商行政科、經發局能源科、經發局市場處、環保局廢管科、環保局秘書室、社會局兒童福利服務中心皆可利用市民卡或是一卡通繳納各項規費。

## 外部連結
- 臺南市市民卡 （页面存档备份，存于）
- 一卡通 （页面存档备份，存于）